# Caleodinus
Caleodinus is een geslacht van kevers uit de familie  
kniptorren (Elateridae).
Het geslacht is voor het eerst wetenschappelijk beschreven in 1900 door Candèze.

## Soorten
Het geslacht omvat de volgende soort:
- Caleodinus fairmairei Candèze, 1900